# Маргарита Цомоу
Маргарита Цомоу (грч. Μαργαρίτα Τσώμου; рођена 2. јула 1977) је грчко–немачки драматург, кустос у позоришту и Центру за перформансе Hebbel am Ufer у Берлину, уметница, плесачица, активисткиња, уредница поп феминистичког часописа Missy Magazine и професорка на Универзитету примењених наука у Оснабрику.

## Биографија
Рођена је 2. јула 1977. у Солуну. Дипломирала је на Универзитету HafenCity у Хамбургу. Године 2011. је помагала у организацији светског покрета Occupy Athens током протеста у Грчкој. Октобра 2018. је организовала сценски програм Indivisible in Berlin. Члан је уметничко–активистичке групе Schwabinggrad Ballet. Ради као кустос у позоришту и Центру за перформансе Hebbel am Ufer у Берлину, уредница поп феминистичког часописа Missy Magazine и професорка на Универзитету примењених наука у Оснабрику. У свом раду је посвећена квир феминизму и сексуалности, политичкој уметности и теорији перформанса. Њени радови су објављивани у Die Zeit, taz, Spex, Frankfurter Rundschau, WDR и SWR.